# National Provincial Championship 1995
La National Provincial Championship 1995 fue la vigésima edición del principal torneo de rugby de Nueva Zelanda.
El campeón del torneo fue el equipo de Auckland quienes lograron su décimo campeonato.

## Sistema de disputa
Cada equipo enfrenta a los equipos restantes en una sola ronda.
- Los cuatro mejores equipos clasifican a semifinales por la búsqueda del campeonato.

- El equipo ubicado en la última posición al final del campeonato descenderán directamente a la Segunda División.

## Clasificación
Tabla de posiciones:
| Pos. | Equipo           | Encuentros | Encuentros | Encuentros | Encuentros | Tantos | Tantos | Tantos | PB | PB | Puntos |
| Pos. | Equipo           | PJ         | PG         | PE         | PP         | F      | C      | Dif    | BO | BD | Puntos |
| ---- | ---------------- | ---------- | ---------- | ---------- | ---------- | ------ | ------ | ------ | -- | -- | ------ |
| 1.º  | Auckland         | 8          | 7          | 0          | 1          | 236    | 118    | +118   | 0  | 1  | 29     |
| 2.º  | Counties Manukau | 8          | 6          | 0          | 2          | 233    | 228    | +5     | 0  | 1  | 25     |
| 3.º  | Otago            | 8          | 5          | 0          | 3          | 215    | 220    | -5     | 0  | 2  | 22     |
| 4.º  | North Harbour    | 8          | 4          | 1          | 3          | 247    | 159    | +88    | 0  | 2  | 20     |
| 5.º  | Canterbury       | 8          | 4          | 1          | 3          | 259    | 232    | +27    | 0  | 1  | 19     |
| 6.º  | Waikato          | 8          | 4          | 0          | 4          | 205    | 206    | -1     | 0  | 2  | 18     |
| 7.º  | Wellington       | 8          | 3          | 0          | 5          | 165    | 230    | -65    | 0  | 1  | 13     |
| 8.º  | King Country     | 8          | 2          | 0          | 6          | 150    | 231    | -81    | 0  | 1  | 9      |
| 9.º  | Southland        | 8          | 0          | 0          | 8          | 136    | 222    | -86    | 0  | 6  | 6      |

|  | Semifinalistas.           |
|  | Descenso a la División 2. |

### Semifinales
| 7 de octubre | Auckland | 60 - 26 | North Harbour |  |  |

| 8 de octubre | Counties Manukau | 32 - 41 | Otago |  |  |

### Final
| 15 de octubre | Auckland | 23 - 19 | Otago |  |  |

| Bandera de Nueva Zelanda |
| Campeón Auckland         |
| Décimo título            |